# Фталоціаніни

Молекула фталоціаніну.

Фталоціаніни (англ. phthalocyanines, рос. фталоцианины) — похідні внутрікомплексних сполук фталоціаніну, колір яких дуже залежить від комплексованого металу (Cu, Fe, Co, Ni, Cr, Al, Mg та ін.). Відрізняються високою стійкістю барв, застосовуються як пігменти, пр., фталоціанін міді, що має структуру тетрабензотетразапорфірину.